# 한국그레이하운드협회
한국그레이하운드협회는 우수한 그레이하운드 견의 국내생산, 개량, 번식,등록관리,능력개발과 그 훈련에 관한 전문기술보급 목적으로 2002년 6월 27일 설립된 대한민국 농림수산식품부 소관의 사단법인이다. 사무실은 서울특별시 서초구 서초동 1600-9, 우성쁘띠오피스텔 614호에 있다.